# Holbeach
Holbeach ist eine Stadt und eine Verwaltungseinheit im District South Holland in der Grafschaft Lincolnshire, England. Holbeach ist 60,3 km von Lincoln entfernt. Im Jahr 2001 hatte es eine Bevölkerung von 7249. Holbeach wurde 1086 im Domesday Book als Holebech/Holeben/Holobec/Holobech erwähnt.

## Persönlichkeiten
- William Stukeley (1687–1765), Altertumsforscher
- Norman Angell (1874–1967), Schriftsteller und Publizist
- Walter Plowright (1923–2010), Veterinärmediziner, Pathologe, Mikrobiologe und Parasitologe
- Dan Morgan (1925–2011), Science-Fiction-Autor und Jazzgitarrist
- Geoff Capes (1949–2024), Kugelstoßer